# يد إيروليغي
يد الإيروليغي هي قطعة أثرية من العصر الحديدي اكتشفت عام 2021 في أثناء أعمال التنقيب في منطقة قلعة إيرولوجي في قرية إيرولوغي [الباسكية] ، التابعة لبلدية أرانجورين [الإنجليزية] ، جنوب بامبلونا في منطقة نبرة، إسبانيا. تتميز هذه التحفة البرونزية بشكل خاص لليد اليمنى بأصابع ممتدة. يحتوي على خمسة سلاسل أحرف منفصلة، ربما تشير إلى خمس كلمات أو أكثر، وهي منقوشة على الجانب الذي يشكل ظاهر اليد. يرجع تاريخ هذه النقوش إلى أكثر من 1000 عام من أقدم نص بشكنجي معروف (مع خلا أسماء العلم)

## السياق والمحتوى
كانت يد الإيرولوغي  عنوانًا عمليًا مخصصًا للاكتشاف الأثري. يعود تاريخها إلى القرن الأول قبل الميلاد. في ذلك الوقت ، خلال فترة الحروب السرتورية ، انخرط السكان الأصليون بها وتعرضت المستوطنة للهجوم، مما أدى إلى انتشار النيران في جميع أنحاء المدينة المحصنة نتيجة لذلك. كما أوضح خوانتشو أغيري موليون، أمين سر جمعية أرانزادي العلمية، التي أجرت الحفريات، حيث انهار سقف المسكن، مما سمح بالحفاظ على البقايا الأثرية تحت الأنقاض. ربما تكون اليد معلقة على الباب لتوفر الحماية للمنزل. وفقًا لتقرير نشرته مجلةذي إيكونوميست، فإن "مثل هذه التصاميم الرائعة ذات الشكل اليدوي غير معروفة في الثقافات الإسبانية أو الثقافات المجاورة". 

## النقوش
تبدو التميمة كأنها نوع من سحر المزجرة التي توضع عند مدخل المنازل لترحب أو تودع الزوار، ويمكن تحويل النص إلى صيغة
sorioneku · {n}

tenekebeekiŕateŕe[n]

oTiŕtan · eseakaŕi

eŕaukon ·
تقرأ السلسلة الأولى من الحروف سوريونيكو، وتردد صداها في لغة الباسك الحالية بواسطة "zorioneko" المستخدمة على نطاق واسع ، وهي مركب متضمن يعني "الحظ السعيد". الكلمة مصحوبة بأربع كلمات أخرى على الأقل لا يتضح معناها. تعد يد الإيرولوجي أقدم مثال باقٍ للغة البشكنجية، مكتوبة بالخط الأيبري ، وتم تكييفها للسماح بخصائص اللغة الخاصة.   يحتوي النقش على حرف على شكل حرف "T" عُثر عليها فقط في مناطق فاسكونيك،  فيما سبق رؤيته على عملتين فقط. النطق الصحيح لهذه الرسالة غير معروف، لذلك تُركت من غير ترجمة مثل "T" أعلاه.

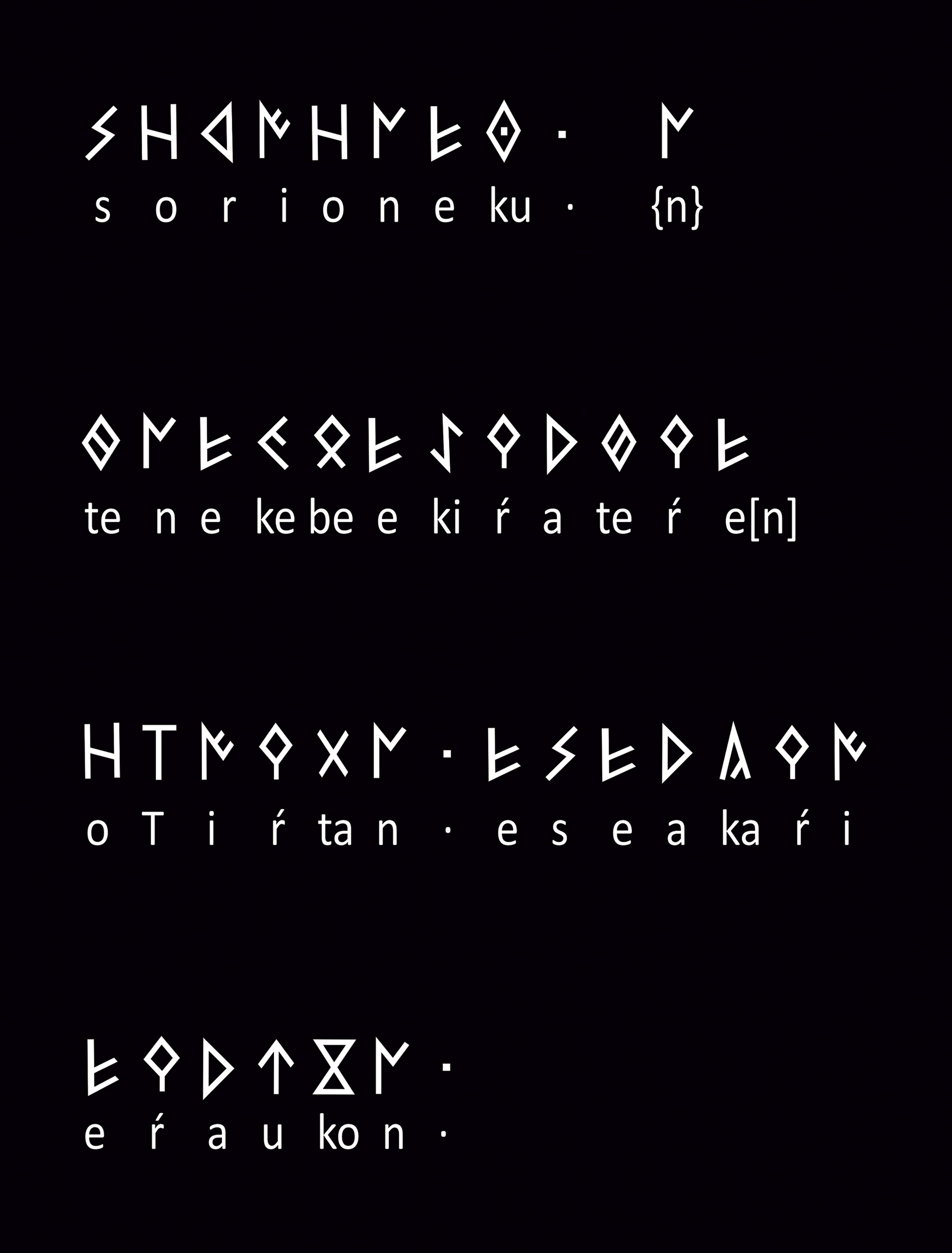
نسخ الأحرف إلى الأبجدية اللاتينية

## الاكتشاف
على الرغم من الإعلان عن الاكتشاف في 14 نوفمبر 2022، بتدخل من الرئيس الإقليمي لنافار ، يعود الكشف عن الأرض إلى يونيو 2021، عندما وجده فريق التنقيب بقيادة ماتين أيستران. حينما سُلِّمت القطعة للباحثين للبحث والتدقيق فيها، والذين أشادوا بها باعتبارها مهمة للغاية.  
في 18 من يناير 2022، لاحظت المرممة كارمن أسوا عن وجود كتابة، أثناء عملية تنظيف اليد، حيث وجد علماء النقائش أن اليد كانت متدلية بشكل طبيعي.